# 瀨野深江站
瀨野深江站（日语：／ Senofukae eki */?）是位於長崎縣南島原市深江町諏訪4914番2號，島原鐵道島原鐵道線的已停用車站。

## 歷史
- 1932年（昭和7年）11月15日 - 口之津鐵道車站啟用。
- 1943年（昭和18年）7月1日 - 公司合併，成為島原鐵道車站。
- 1993年（平成5年）4月28日 - 暫停營業[1]。
- 1997年（平成9年）4月1日 - 恢復營業[1]。
- 2008年（平成20年）4月1日 - 隨著島原外港站至加津佐站之間廢止，此站也永久停用。

## 車站構造
此站是地面車站，設有1面1線的單式月台。月台位於路軌東邊。此站沒有車站大樓，於月台上設有候車室。月台靠近安德一端設有數級樓梯連接車站出入口。此站是無人車站。

## 車站周邊
車站周邊設有煙草田。車站東邊設有國道251號。
- 南島原市立深江小學（日语：南島原市立深江小学校） 諏訪分校
- 瀨野簡易郵局

## 使用狀況
在此站最後的一個營業年度（2007年度），一年總乘車人次為3,575人，下車人次為5,785人。在整條島原鐵道線中，僅次於東大屋站為第二少人下車車站。
以下為一年總乘車人次和下車人次變化。
| 年度               | 一年總 乘車人次 | 一年總 下車人次 |
| ------------------ | --------------- | --------------- |
| 1997年（平成09年） | 587             | 702             |
| 1998年（平成10年） | 740             | 1,118           |
| 1999年（平成11年） | 2,588           | 3,261           |
| 2000年（平成12年） | 2,141           | 3,306           |
| 2001年（平成13年） | 4,669           | 5,646           |
| 2002年（平成14年） | 6,011           | 6,631           |
| 2003年（平成15年） | 7,380           | 8,290           |
| 2004年（平成16年） | 5,542           | 6,674           |
| 2005年（平成17年） | 5,845           | 6,870           |
| 2006年（平成18年） | 3,929           | 5,141           |
| 2007年（平成19年） | 3,575           | 5,785           |

## 相鄰車站
島原鐵道
島原鐵道線
安德－瀨野深江－深江

## 注腳
1. 1 2  . 鐵道雜誌 (鐵道雜誌社). 1997-08, 31 (8): 71–77 （日语）.
2. ↑  第56版（平成21年）長崎統計年鑑 （页面存档备份，存于）（日語） - 長崎縣
3. ↑  長崎縣統計年鑑  （页面存档备份，存于）（日語）

## 外部連結
- 國土地理院地圖參閲服務 （页面存档备份，存于） - 瀨野深江站周邊的1/25000地形圖 （页面存档备份，存于）（日語）